# Gabriel Neves
Gabriel Neves, né le 11 août 1997 à Maldonado en Uruguay, est un footballeur international uruguayen qui évolue au poste de milieu de terrain au Estudiantes LP.

## Biographie

### Club Nacional
Né à Maldonado en Uruguay, Gabriel Neves est formé par le Club Nacional. Il joue son premier match en professionnel avec ce club le 3 février 2018, contre le CA Torque, en championnat. Il est titulaire lors de cette rencontre remportée par son équipe sur le score de quatre buts à deux.
Le 7 mars 2019, il participe à son premier match de Copa Libertadores contre le Zamora FC. Son équipe s'impose par un but à zéro. Le 24 mars suivant, il inscrit son premier but en professionnel, lors d'une rencontre de championnat face au Plaza Colonia, participant ainsi à la victoire des siens (3-0).
En 2019, il devient Champion d'Uruguay avec le Club Nacional.
Le 16 juillet 2020, il prolonge son contrat avec le Club Nacional jusqu'en décembre 2022.

### São Paulo FC
Le 30 août 2021, Gabriel Neves rejoint le São Paulo FC, où il est prêté jusqu'au 31 décembre 2022 avec option de renouvellement jusqu'en décembre 2025,.
Alors qu'il est courtisé par le Vasco da Gama et le Cruzeiro EC en janvier 2023, Gabriel Neves reste à São Paulo où son entraîneur Rogério Ceni compte sur lui.

### En équipe nationale
En novembre 2020, Gabriel Neves est convoqué pour la première fois avec l'équipe nationale d'Uruguay pour pallier notamment l'absence sur blessure de Federico Valverde. Il honore sa première sélection le 13 novembre 2020, contre la Colombie. Il entre en jeu à la place de Rodrigo Bentancur, et son équipe s'impose par trois buts à zéro.

## Palmarès
Club Nacional
- Championnat d'Uruguay (1) :
  - Champion : 2019.